# Eumichtis viridicincta
Eumichtis viridicincta là một loài bướm đêm trong họ Noctuidae.